# 贖い
贖い（あがない）とは賠償の古語で、一般には罪を償う、あるいはそれに相当することを行うことを意味する。後述するとおり、現代では宗教用語として使われることが多い。

## 概要

### 漢語・日本語
「贖（ショク）」という漢字の主な意味（漢語・中国語）としては、当局に身代金を支払って罪人の身柄を引き取ることを意味する。近代刑法の保釈金制度とは違い、金銭によって罪を免ずるということである。
日本語としての「あがない（あがなひ）」とは、金銭や物品を差し出して罪を償うこと。転じてそれに値する行為によって罪滅ぼしすることを指す。
そのほか、日本語においても中国語においても、単に「物品を買い求める」というだけの意味もある。

### 宗教用語
しかし「贖い」の語は、現代ではもっぱらアブラハムの宗教における宗教的な「罪」からの救済を指す宗教用語として使われる場合が多い。
上記のとおり、一般的には「罪の償い」という意味で使われてもおかしくない言葉だが、外国語の宗教用語が「償い（つぐない）」ではなくあえて「贖い」という語で翻訳される意味は深長である。すなわち罪人本人が主体となり努力するとか捧げ物を供えるなどして罪を償うというより、むしろ「罪人を救いたいと思う側が、何らかの代償を払って人を罪の縄目から解放し、己の近くへ取り戻す」という意味合いがある。それがキリスト教の教義であり、父なる神の大切な一人息子であるイエスを十字架にかけることで生贄とし、人類の罪が赦され、神のみもとに立ち返るということが「贖い」なのである。

## 聖書

### 旧約聖書
旧約聖書における「贖い」とは
- 人手に渡った近親者の財産や土地を買い戻すこと
- 身代金を払って奴隷を自由にすること
- 家畜や人間の初子を神に捧げる代わりに、生贄を捧げること。犠牲の代償を捧げることで、罪のつぐないをすること。

などの意味を持つ。キリスト教以前のユダヤ教の教義（タルムード）からの影響を受けた概念である。
旧約聖書において、神（ヤハウェ）が「贖う方」と呼ばれているのは、イスラエルの民を奴隷状態から解放する神の働きを述べたものであった。
なお、1948年に発表されたイスラエル建国宣言の中には「イスラエルの贖い」という言葉が見られる。

### 新約聖書
新約聖書においては、イエス・キリストの死によって、人間の罪が赦され、神との正しい関係に入り、永遠の命を得ることを指す。
ギリシア語では、主として以下の2語がある。
- ἀπολυτρώσεως（アポリュトローシス）
代価を支払っての解放 (redemption) を意味し、キリストの贖罪死により悪の力から救われることを指す。用例には以下のようなものがある。
  - ローマの信徒への手紙 3章24節「ただキリスト・イエスによる贖いの業を通して、神の恵みにより無償で義とされるのです。」
  - コリントの信徒への手紙一 1章30節「神によってあなたがたはキリスト・イエスに結ばれ、このキリストは、わたしたちにとって神の知恵となり、義と聖と贖いとなられたのです。」
  - エフェソの信徒への手紙 1章7節「わたしたちはこの御子において、その血によって贖われ、罪を赦されました。これは、神の豊かな恵みによるものです。」
  - コロサイの信徒への手紙 1章14節「わたしたちは、この御子によって、贖い、すなわち罪の赦しを得ているのです。」
- λυτρόω（リュトロオー）
代価の支払いによって解放する意味。霊的な意味で贖い、善に向かわせる (redeem) と訳される。用例には以下のようなものがある。
  - テトスへの手紙 2章14節「キリストがわたしたちのために御自身を献げられたのは、わたしたちをあらゆる不法から贖い出し、良い行いに熱心な民を御自分のものとして清めるためだったのです。」
  - ペトロの手紙一 1章18-19節「知ってのとおり、あなたがたが先祖伝来のむなしい生活から贖われたのは、金や銀のような朽ち果てるものにはよらず、きずや汚れのない小羊のようなキリストの尊い血によるのです。」[1][2][3]

## クルアーン
イスラームには、カッファーラ（Kaffārah）という言葉がある。原意は「隠すこと」で、「罪を隠すこと」を経て「贖罪」という意味へ転じた。聖典クルアーンにおいてカッファーラが義務付けられているものは、以下のようなものがある。ズィハール離婚（Q58章 2-4節）、過失致死（Q4章 92節）、誓約破り（Q5章 89節）。